# Judith Weir
Pour les articles homonymes, voir Weir.
Judith Weir, née le 11 mai 1954 à Cambridge, est une compositrice britannique, maître de musique de la reine depuis 2014.

## Biographie
Judith Weir naît à Cambridge, en Angleterre, de parents écossais. Elle étudie au North London Collegiate School et parallèlement en privé avec John Tavener,, la musique par ordinateur avec Barry Vercoe au MIT en 1973 et avec Robin Holloway au King's College (Cambridge). Elle est diplômée (BA) en 1976 et complète sa formation avec Gunther Schuller et Olivier Messiaen à Tanglewood grâce à une bourse. 
De 1976 à 1979, elle est compositeur en résidence et puis enseigne à l'université de Glasgow (1979–1982) puis chercheuse en arts créatifs au Trinity College de Cambridge (1983–1985), compositeur en résidence à Glasgow (1988–1991). De 1995 à 2000, elle est directrice artistique du Spitalfields Festival de Londres. Elle occupe le poste de compositrice en résidence à l'Orchestre symphonique de Birmingham. De 2006 à 2009, elle est professeure invitée de composition à l'université de Cardiff.
En 2005, Judith Weir est nommée commandeur de l'ordre de l'Empire britannique pour services rendus à la musique. Le 30 juin 2014, The Guardian annonce sa nomination en tant que Maître de musique de la reine, en remplacement de Sir Peter Maxwell Davies (dont le mandat expirait en mars 2014). La nomination officielle est publiée le 21 juillet.
Judith Weir est membre de l'Incorporated Society of Musicians.
En 2018, elle a été élue membre honoraire de la Royal Society of Edinburgh.

## Prix et récompenses
- Prix Stoeger du Lincoln Center for the Performing Arts de New York (1997)
- South Bank Show Award de la musique (2001)
- The Queen's Medal for Music, 3e personnalité à recevoir la distinction (2007)
- Distinguished Musician Award de l'ISM (2010)
- En 2018, elle est élue membre honoraire de la Royal Society of Edinburgh[8]
- En 2023, elle est nommée membre honoraire de la Royal Holloway, Université de Londres[9]
- Elle est promue Dame Commander of the Order of the British Empire (DBE) dans les New Year Honours de 2024 pour services rendus à la musique[10]

## Décoration
- Commandeur de l'ordre de l'Empire britannique (30 juin 2014)
- Dame commandeur de l'ordre de l'Empire britannique (29 décembre 2023)[11]

## Style
Sa musique s'inspire souvent des sources de l'histoire médiévale, ainsi que des histoires traditionnelles et de la musique écossaise. Même si elle acquiert une reconnaissance internationale pour ses œuvres orchestrales et de chambre, Judith Weir est surtout connue pour ses opéras et ses œuvres théâtrales. 
Le langage musical de Weir est plutôt conservateur, avec un « talent pour donner à des idées musicales simples un air de mystérieux ». Son premier travail sur scène, The Black Spider, était un opéra en un acte qui a été créé à Canterbury en 1985 sur le modèle du roman de Jeremias Gotthelf du même nom . Elle a par la suite écrit un autre "micro-opéra", trois opéras complets et un opéra pour la télévision. En 1987, son premier opéra, Une nuit à l'opéra chinois, est créé pour la première fois à l' opéra Kent . Cela a été suivi de trois autres opéras complets, The Vanishing Bridegroom (1990), Blond Eckbert (1994), ce dernier commandé par l'English National Opera et Miss Fortune (Achterbahn) (2011). En 2005, son opéra pour la télévision, Armida, a été créé pour la première fois sur Channel Four au Royaume-Uni. Le travail a été fait en coopération avec Margaret Williams. Les œuvres commandées par Weir incluent notamment Woman life song (2000) pour Jessye Norman et We are Shadows (1999) pour Simon Rattle. En janvier 2008, Weir était au centre du week-end annuel de la BBC consacré aux compositeurs au Barbican Centre de Londres. Les quatre jours de programme se sont terminés par la première représentation de sa nouvelle commande, Concrete, un motet choral. Le sujet de cette pièce a été inspiré par le bâtiment Barbican lui-même - elle le décrit comme «une excavation imaginaire du Centre Barbican, creusant à travers 2 500 ans de décombres historiques». 
La première représentation publique de l'arrangement de Weir sur l'hymne national du Royaume-Uni, God Save the Queen, a été réalisée lors de la réinhumation du roi Richard III à la cathédrale de Leicester le 26 mars 2015.

## Œuvres

### Opéras
- The Black Spider (6 mars 1985, Canterbury)
- The Consolations of Scholarship (5 mai 1985, Durham)
- A Night at the Chinese Opera (8 juillet 1987, Cheltenham)
- The Vanishing Bridegroom (1990, Glasgow)
- Blond Eckbert (20 avril 1994, Londres)
- Armida (2005, émission pour la chaîne de télévision Channel 4)
- Miss Fortune (Achterbahn) (21 juillet 2011, Bregenzer Festspiele)

Le 21 juillet 2011, son premier opéra depuis 17 ans, Miss Fortune (Achterbahn), est créé au Festival de Bregenz en Autriche, en co-production avec le Royal Opera House de Covent Garden. 
L'opéra adapte un conte sicilien en une parabole contemporaine. Gerhard R. Koch écrit dans le journal Frankfurter Allgemeine le 25 juillet :

« La musique de Judith Weir, qui a également écrit le livret de son opéra, n'est ni avant-gardiste, ni expérimentale, mais a un style folklorique très marqué avec des voix cantabile similaires à celles de Britten, sans être rétrograde. Tonalité et atonalité ne sont pas appliquées de manière strictement antithétiques, mais les conceptions des minimalistes américains Steve Reich et Terry Riley sont très présentes. Cette musique a une couleur et une impulsion rythmique, elle crée des sons caractéristiques sans se perdre dans les modèles descriptifs. »

Miss Fortune est monté à Londres en mars 2012, recueillant au moins deux critiques négatives. Edward Seckerson dans The Independent qualifie l'opéra de « stupide et naïf », « un gaspillage de talents et de ressources », sur un « livret qui oscille entre la banalité et le comique involontaire, plein de truismes et de métaphores maladroites ». Andrew Clements écrit dans The Guardian que cet opéra, « long deux heures est une suite de tableaux caricatural, sans force dramatique ».
La première américaine de Miss Fortune, prévue à l'origine en 2011 par l'opéra de Santa Fe, devait faire partie de sa saison 2014, mais pendant l'été 2012, on décide que le spectacle sera remplacé par la première nord-américaine de Dr Sun Yat-sen de Huang Ruo.

### Autres œuvres principales
- King Harald's Saga (1979, pour soprano, chantant 8 rôles)
- Concerto pour piano (1997)
- We Are Shadows (1999, pour chœur et orchestre)
- woman.life.song (2000, création par Jessye Norman au Carnegie Hall)
- The welcome arrival of rain (2001, pour orchestre)
- Tiger Under the Table (2002)
- Deuxième trio avec piano (2003–2004)
- Drop down, ye heavens, from above